# Camopi
Pour l’article homonyme, voir Camopi (rivière).
Camopi est une commune française de la collectivité territoriale unique de la Guyane fondée et habitée auparavant par les créoles puis habitée par les Amérindiens des peuples autochtones des Tekos (anciennement nommés « Émerillons » par les Français) et des Wayãpi. 
Elle est issue de la suppression du territoire de l'Inini par le décret du 17 mai 1969 et de sa division en communes. C'est une commune frontalière avec la municipalité brésilienne de Laranjal do Jari.

## Histoire

### XVIIIesiècle: Les Missions Jésuites
En 1742, un certain Chabrillan de la mission Notre-Dame de Sainte-Foi décrit la première tentative de création d'une « communauté » à la jonction de l'Oyapock et du Camopi, sur le site actuel de la commune de Camopi:

« Elle est très bien située dans l'angle que forme l'Oyapock, et le Camopi en se rejoignant. La maison du missionnaire est bâtie à la pointe de cet angle. De la salle du missionnaire,  on voit les deux rivières. Une des faces donne sur le village, composé alors de cinquante à soixante cases. Les habitants étoient alors assez nouvellement rassemblés ; aucun n'avait encore reçu le baptesme. Il n'y avait point d'église bâtie. Les environs sont assez bien peuplés de sauvages, qui ne paroissoient pas fort disposés à se laisser discipliner. »

### XXesiècle

#### Années 1930
De 1910 à 1930 plus de dix mille chercheurs d'or écumeront la forêt guyanaise pour y pratiquer l'orpaillage.

#### Années d'après-guerre
Dès 1947, Robert Vignon est nommé premier préfet du département de Guyane. Durant les années 1950-1960, les équipes médicales et sanitaires des docteurs E. Bois et A. Fribourg-Blanc enrayeront le processus d'extinction démographique de la population de Camopi par des campagnes de vaccination et de prévention anti-paludique. De ces années date la création à Camopi, supposé devenir un pôle d'attraction pour les amérindiens du haut-Oyapock, d'un dispensaire, d'une église, bientôt désaffectée, et d'une école où l'enseignement scolaire fut, de 1955 à 1969, assuré par Carlo Paul, un «moniteur» Galibi qui, selon l'ethnologue Éric Navet, «obtint des résultats remarquables en pratiquant une école adaptée aux populations amérindiennes Wayãpi et Teko la classe n'ayant lieu qu'à mi-temps, le reste de la journée permettant l'apprentissage des techniques traditionnelles, les enfants pouvaient librement parler leurs langues, rester vêtus de la façon traditionnelle etc.".

#### Années 1960
En 1961, le village de Camopi compte alors 295 habitants mais n'en comptera plus que 276 en 1967. La date de création de la commune remonte à l'année 1969 et elle est considérée, de fait, comme la première commune "amérindienne" de France. Au centre du village pousse un fromager, arbre immensément grand autour duquel, selon la tradition orale, les Amérindiens s'établirent pour y construire leur habitat. Il est visible de très loin que ce soit par les airs ou par le fleuve. Par le passé, la population amérindienne se concentrait plus haut sur l'Oyapock, dans le village d'Alicoto. Bon nombre des anciens Wayãpis présents actuellement sur le bourg sont nés là-bas et sur la rivière Camopi Simirit ainsi qu'au village W+WA.
Par le décret du 17 mai 1969, le territoire de l'Inini est supprimé et divisé en communes dont deux, Maripasoula et Camopi, sont majoritairement peuplées d'amérindiens. Selon l'ethnologue Éric Navet « les chercheurs, médecins et associations (Société des Américanistes et Survival International), une grande partie de la Presse et quelques personnalités politiques s'élevèrent contre cette politique délibérée d'assimilation des populations tribales ».

#### Années 1970
Par un courrier du Vice-Recteur de Guyane daté du 16 juin 1971, le projet d'enseignement adapté aux amérindiens proposé par Éric Navet est accepté pour l'année scolaire 1971-1972. Ce projet stipulait que:
« 
- L'enseignement respectera l'adaptation des Indiens à leur milieu géographique,
- Les enfants seront scolarisés, autant que possible, dans, ou le plus près possible de leur village (ce qui impliquait la suppression du système précédent des «homes religieux»),
- Les périodes scolaires d'harmonisation avec le rythme des activités économiques traditionnelles,
- Les langues amérindiennes seront fixées dans une écriture phonétique conforme aux recherches modernes de la linguistique pour être ensuite enseignées,
- L'enseignement de la langue française et du calcul seront menés de façon traditionnelle, avec seulement une adaptation au niveau des textes pour qu'il n'y ait pas de divergence avec leurs concepts,
- Un enseignement par discussion aura pour but de leur donner une image cohérente de notre société et contribuera par là même à résoudre les problèmes de contacts,
- Le but ultime de cette entreprise sera la formation de moniteurs indiens qui assureront le relai.

Mais cette expérience pédagogique adaptée aux populations tribales, effectivement mise en pratique durant l'année 1971-1972, s'arrêtera à la fin de l'année scolaire  ».

#### Années 1980
En 1982, alors que la population compte alors 554 habitants, un nouveau rush aurifère a lieu sur l'Oyapock suscitant l'installation de nombreux commerçants brésiliens de l'autre coté de la frontière avec le Brésil.
En 1984, des Travaux d'Utilité Collective (T.U.C.) sont proposés aux habitants de Camopi au service de la commune, du département et de la gendarmerie pour des emplois de canotiers, mécaniciens, agents de voirie, etc., emplois empêchant, selon Éric Navet, ces employés de poursuivre conjointement les activités de subsistance traditionnelles.
Au 26 mai 1989, 80 habitants de la commune sont bénéficiaires du R.M.I..

#### Années 1990
En 1990, la population de Camopi compte désormais 748 habitants.
C'est en 1990 que les Tekos connurent un «réveil culturel» sonné par l'Association Kobue Olodju («Nous existons»), qui, selon Ti'iwan Couchili, « [ranima] une petite braise sur laquelle certains anciens se mirent à souffler avec enthousiasme [...] Réveil culturel puis qui revêtit des contours plus politiques lorsque son siège fût transféré à Camopi en 1995 ».
En 1998, est implanté à Camopi, à la demande du maire et conseiller régional UMP, Joseph Chanel, un camp militaire du 3e REI de la Légion Étrangère comportant 600 soldats dont 280 légionnaires permanents.
La population de la commune s'élèvera à 1 032 habitants en 1999.

### XXIesiècle

#### Les années 2000
Des années 2002 à 2008 se déroulent des opérations de la Gendarmerie nationale contre des sites d'orpaillage illégal.
En 2006, la population de la commune de Camopi s'élève désormais à 1 414 habitants recensés.
Le 28 février 2007 est officiellement créé le Parc amazonien de Guyane.
En février 2008 se déroule l'Opération Harpie contre l'orpaillage illégal.

#### Les années 2010
En 2012, le nombre total d'amérindiens de Guyane française est estimé à environ neuf mille personnes.
Sous le mandat du maire René Monnerville, en 2013 un jumelage est envisagé avec le village alsacien de Muttersholtz en métropole. Du 18 au 25 septembre 2013, des membres de l'association Kumaka et quinze membres de la Compagnie Teko Makan, ainsi que René Monnerville, l'artiste plasticienne traditionnelle Ti'iwan Couchili, James Panapuy, chef de la délégation territoriale de l'Oyapock du Parc amazonien de Guyane et Jérémie Matta, coordinateur socioculturel de la délégation territoriale de l'Oyapock du P.A.G., se sont rendus en Alsace à l'invitation de l'Association des Étudiants et Amis de l'Institut d'Ethnologie de l'Université de Strasbourg.
Le 7 février 2015, sous le mandat du maire UMP, Joseph Chanel, est inaugurée une entreprise de construction de structures en bois de type carbet.
En 2016, la population de la commune de Camopi passe à 1 787 habitants et la piste d'aviation en béton est achevée. Elle sera définitivement ouverte au public en 2017.

## Géographie

### Description

En rouge le territoire communal de Camopi.

La commune, d'une superficie de 10 030 km2, est située sur les bords du fleuve Oyapock et traversée par les rivières Camopi et Yaloupi.
Cette très vaste commune continentale sud-est (la 3e de France par sa superficie), située en pays amérindien Teko et Wayãpi, est accessible sans autorisation préfectorale pour le bourg, sauf pour les villages de Trois-Sauts, instituée en 1970 puis révisée en juin 2015. On peut y aller en avion avec une piste d'aviation en béton, la piste est achevée en 2016 et ouverte au public en 2017 ou en pirogue en remontant l'Oyapock, en 4 à 6 heures selon la saison à partir de Saut Maripa commune de Saint-Georges-de-l'Oyapock ou selon le type de pirogue et le moteur utilisé. La commune se trouve à l'embouchure du fleuve Oyapock et de la rivière Camopi, elle englobe aussi les villages de Trois-Sauts à une journée de pirogue en saison haute et deux jours de pirogue en saison sèche.
La commune dispose au bourg de libre services et 2 épiceries et un restaurant, d'une gendarmerie et d'un centre de santé où œuvrent deux médecins et deux infirmiers, 4 transporteurs fluviaux qui font le lien entre Saut Maripa/Camopi et Trois-Sauts. L'école primaire, accueille environ 200 élèves. Un collège appelé collège Paul Suitman est également présent.
Plus au sud, à environ 150 kilomètres plus haut sur l'Oyapock, se trouve le village de Trois-Sauts. Ce village fait partie de la commune de Camopi comme les dizaines de petits villages égrainés sur ce fleuve et la rivière Camopi.

### Géologie et relief
- Mont Cacao de la Haute Camopi[8]
- Mont Belvédère de la Haute Camopi[9]

### Climat
Le climat y est équatorial humide, type Af selon la classification de Koppen.

### Milieux naturels et biodiversité
Camopi est située dans une des régions les plus riches du monde en matière de biodiversité. 
La région est également aurifère. Les zones de pêche des Wayãpi et Teko de cette commune et du village ont été ou sont encore illégalement orpaillées et l’ont été parfois de manière intensive (1986-1987), ce qui explique les taux de mercure très élevés détectés dans les cheveux des personnes testées en 1997 par des chercheurs français.
Ce mercure n'est pas biodégradable et persiste dans l'environnement, se concentrant notamment dans le poisson « aïmara » qui est la principale source de protéines de ces Amérindiens. Les huiles de vidange des moteurs, le gazole ajoutent leur pollution à celle du mercure autour de sites et sols dévastés par les motopompes. Les sites les plus connus exploités illégalement par les Brésiliens : Sikini, Courima, Alikéné, etc.
Des missions de lutte contre l'orpaillage illicite sont conduites plusieurs fois par an par la gendarmerie renforcée par une section de militaires. Ces missions sont destinées à détruire l'environnement des orpailleurs clandestins ainsi que leur matériel d'exploitation.

## Urbanisme

### Typologie
Camopi est une commune rurale, car elle fait partie des communes peu ou très peu denses, au sens de la grille communale de densité de l'Insee,,,.

### Risques naturels et technologiques
La commune est classée en zone de sismicité 2, correspondant à une sismicité très faible.

## Politique et administration

### Rattachements administratifs et électoraux
La commune, jusqu'alors incluse dans l'arrondissement de Cayenne, intègre, le 26 octobre 2022 l'arrondissement de Saint-Georges du département de la Guyane
Pour l'élection des députés, elle fait partie de la première circonscription de la Guyane.

### Intercommunalité
Camopi fait partie de la communauté de communes de l'Est guyanais, un établissement public de coopération intercommunale (EPCI) à fiscalité propre créé en 2003 et auquel la commune a transféré un certain nombre de ses compétences, dans les conditions déterminées par le code général des collectivités territoriales.

### Liste des maires
| Période        | Période              | Identité                 | Étiquette    | Qualité                                                                                           |
| -------------- | -------------------- | ------------------------ | ------------ | ------------------------------------------------------------------------------------------------- |
| mai 1969       | 1971                 | Sincère Mandé            |              |                                                                                                   |
| 1971           | 1985 (décès)         | Gaston Yakali            | RPR          |                                                                                                   |
| 1985           | juillet 1992 (décès) | Paul Suitman (1954-1992) | PSG          | Aide-soignant Premier adjoint (1982 → 1985) Conseiller régional de la Guyane (mai → juillet 1992) |
| 1992           | mars 2008            | Joseph Chanel            | RPR puis UMP | Agent du conseil général de la Guyane Conseiller régional de la Guyane                            |
| mars 2008      | septembre 2015       | René Monerville          | SE-DVG       | Piroguier, chef d'entreprise                                                                      |
| septembre 2015 | mai 2020             | Joseph Chanel            | LR           | Retraité Élu en nov. 2014 à l'issue d'une élection partielle, réélu en sept. 2015,                |
| mai 2020       | En cours             | Laurent Yawalou          | Walwari      |                                                                                                   |

## Population et société

### Démographie
L'évolution du nombre d'habitants est connue à travers les recensements de la population effectués dans la commune depuis 1961, premier recensement postérieur à la départementalisation de 1946. À partir de 2006, les populations de référence des communes sont publiées annuellement par l'Insee. Le recensement repose désormais sur une collecte d'information annuelle, concernant successivement tous les territoires communaux au cours d'une période de cinq ans. Pour les communes de moins de 10 000 habitants, une enquête de recensement portant sur toute la population est réalisée tous les cinq ans, les populations de référence des années intermédiaires étant quant à elles estimées par interpolation ou extrapolation. Pour la commune, le premier recensement exhaustif entrant dans le cadre du nouveau dispositif a été réalisé en 2007.

En 2022, la commune comptait 2 168 habitants, en évolution de +21,32 % par rapport à 2016 (Guyane : +7,07 %, France hors Mayotte : +2,11 %).
| 1961 | 1967 | 1974 | 1982 | 1990 | 1999  | 2006  | 2007  | 2012  |
| ---- | ---- | ---- | ---- | ---- | ----- | ----- | ----- | ----- |
| 295  | 276  | 399  | 554  | 748  | 1 032 | 1 414 | 1 469 | 1 665 |

| 2017  | 2022  | - | - | - | - | - | - | - |
| ----- | ----- | - | - | - | - | - | - | - |
| 1 805 | 2 168 | - | - | - | - | - | - | - |

### Vie associative
Il existe plusieurs associations ayant leurs activités sur la commune de Camopi, notamment dans le domaine culturel:
- L'association Kobue Olodju (Nous existons)
- La compagnie de danses et musiques traditionnelles Teko Makan dirigée par le Dzale'et (maître de chant et de danses) Joachim Panapuy. Cette compagnie s'est déjà rendue en métropole à l'invitation de l'Association des Étudiants et Amis de l'Institut d'Ethnologie de l'université de Strasbourg[24].
- La compagnie de théâtre Les Singes Hurleurs qui s'est déjà produite en métropole à l'invitation de la commune alsacienne de Muttersholtz.

## Économie
La majorité de l'économie locale est traditionnellement basée sur une agriculture familiale itinérante dans les abatis (brûlis) destinée à l'autoconsommation (culture du manioc, ainsi que divers tubercules, fruits et autres légumes).
Selon l'ethnologue  Éric Navet, l'instauration des Travaux d'utilité collective  (TUC) en 1984 a favorisé l'application de politiques dites de « développement » centralisées sur Camopi aux dépens des villages périphériques et au service de la commune, du département ou de la gendarmerie, avec des emplois de canotiers, de mécaniciens ou d'agents de voirie impactant négativement la participation aux activités d'auto-subsistance traditionnelle collective comme la chasse, la pêche à la nivrée ou l'entretien des jardins familiaux (abattis), le salarié ne disposant plus que de son dimanche et de son mois de congés payés.
Éric Navet relève qu'en 1989, 80 unités familiales ou personnes seules bénéficiaient du revenu minimum d'insertion (RMI) malgré les avis défavorables des gendarmes et du médecin qui avaient anticipé les ravages de l'alcool acheté chez les boutiquiers brésiliens établis côté brésilien.
Aujourd'hui[Quand ?], les principales ressources monétaires des habitants de Camopi restent le revenu de solidarité active (RSA) et les allocations familiales.
Il existe également une entreprise spécialisée dans la construction des structures en bois (inaugurée le 7 février 2015 en présence de la ministre des DOM-TOM et du préfet de Guyane)[réf. souhaitée]. Depuis quelques années, cette entreprise construit des carbets  sociaux destinés aux autochtones en employant de jeunes amérindiens de la commune et quatre entreprises de transport fluvial des personnes et marchandises.
Le bourg de Camopi est doté d'un bureau de poste, de deux libres services et deux épiceries fortement concurrencée par les commerces de Vila Brasil, un hameau de la commune brésilienne voisine d'Oiapoque de l'autre côté de la rive du fleuve Oyapock (dans la zone du parc national brésilien des Tumuc-humac).
Les autres bâtiments administratifs présents sont la mairie, l'école, le dispensaire, une antenne de la CTGl, la gendarmerie nationale et un camp du 3e REI de la Légion étrangère implanté depuis 1998 sur demande du maire.
Il existe également une activité économique informelle liée à l'orpaillage clandestin : quelques jeunes étaient employés au transport d'essence et de marchandise vers les camps brésiliens de la rivière Camopi (certains ont été appréhendés par la gendarmerie et jugés à Cayenne fin 2006 pour cette activité). Joseph Chanel, l'ancien maire de Camopi (1987-2008), avait annoncé en 2006 dans un article du journal France Guyane qu'il se lancerait dans l'orpaillage si les autorités ne faisaient pas respecter la loi, afin que les communautés locales en profitent avant que la ressource ne soit totalement épuisée par les orpailleurs brésiliens, lui-même jugé par le TGI pour avoir aidé les orpailleurs aux transports de gasoil. Les activités d'orpaillage ont également apporté des problèmes de délinquance (drogue et alcool).
On note également la présence d'activité artisanale, telle la confection de vanneries, d'arcs et de flèches et de casse-têtes exportés vers Saint-Georges-de-l'Oyapock et Cayenne.
L'activité touristique est volontairement inexistante dans cette zone d'accès réglementé, afin de préserver la tranquillité des habitants mais certains d'entre eux se lancent dans des projets de sites touristiques en dehors du bourg. Il existe cependant un sentier de randonnée (le « chemin des Émerillons », ou chemin des Teko) qui relie Camopi à Maripasoula. Il faut établir une demande auprès de la préfecture de Cayenne pour pouvoir emprunter ce sentier considéré comme situé en « zone interdite » par les autorités administratives.

### Situation sanitaire
Les Amérindiens de Camopi subissent les conséquences de l'orpaillage illégal qui pollue durablement la chaîne alimentaire (notamment les poissons aïmaras largement pêchés et consommés). La situation étant identique, lire sur le sujet les chapitres intitulés Menaces et Santé dans l'article concernant les Wayanas.

## Culture locale  et patrimoine

### Lieux et monuments
Bien que le tourisme soit limité par la nécessité d'une autorisation d'accès pour se rendre dans les villages de 3 sauts puisque le bourg de Camopi est sorti de la ZAR, à Camopi, divers projets touristiques sont en cours en 2011. Il s'agit de carbets de passages, de gites ou de restaurants.[réf. nécessaire](Camp MOKATA et la crique MEMORA) Des élus souhaiteraient que le système d'autorisation n'entrave pas le développement touristique.[réf. nécessaire]

### Gastronomie
La boisson traditionnelle des Amérindiens est le cachiri (également appelé cachichi en portugais, casiri en Wayãpi et coucou en teko). C'est une boisson faiblement alcoolisée à base de tubercules ou fruits de palmiers ou autres fruits. Le cachiri de référence est le cachiri de manioc, mais il y en a également à la patate douce, parépou, igname, etc.
La cassave (galette de manioc) est la base de l'alimentation.
Dans le biberon des enfants, on trouve également du cachiri mais non fermenté donc sans alcool.
Les Amérindiens peuvent chasser et pêcher librement, même les espèces protégées par la convention de Washington, avant que le permis de chasse soit délivré.

## Pour approfondir

#### Notions
- Famille, Clan, Tribu, Ethnie, Peuple, Nation
- Tradition orale
- Linguicide, Écocide, Ethnocide
- Acculturation, Assimilation culturelle

#### Droit international
- Anthropologie juridique, Coutume, Savoirs traditionnels
- Peuple autochtone, Droit des peuples autochtones (Déclaration des droits des peuples autochtones)
- Génocide culturel, Génocide des peuples autochtones
- Terra nullius, Doctrine de la découverte, Colonialisme, Colonisation, Décolonisation, Néo-colonialisme, Droit des peuples à disposer d'eux-mêmes

#### Études théoriques
- Études postcoloniales, Études décoloniales, Guerres de l'histoire